# Möckelsbodar
| Möckelsbodar |
| --- |
| Möckelns norra strand i bakgrunden 1993. I förgrunden till höger syns Björkborns herrgård. - Betydelse – historisk bosättning vid sjön Möckelns norra strand - Känd sedan – 1200-talet - Relaterade begrepp – Möckeln |

Möckelsbodar, även Möckelns bodar, Mukrisbother och Myklesboda, var namnet på den bosättning, omnämnt 1268, från 1200-talet till 1500-talet, som senare bytte namn till Karlskoga. I nutida språkbruk används benämningen(arna) för att hänvisa till den historiska och medeltida bebyggelse vid sjön Möckelns norra strand.

## Historik
I ett testamente från den 9 april 1268 av lagmannen Höldo och hans maka Margaretha är det äldsta säkert dokumenterade källmaterialet om Möckelnsbodar. Ytterligare källor från 1300-talet indikerar att det fanns bosättningar etablerade vid den norra stranden av sjön Möckeln, vid Sandviken, som ägdes av Riseberga kloster.
Under 1580-talet överfördes bosättningen Möckelsbodar från Närke till Värmland. Dessutom var flera av av de ursprungliga bosättarna finnar, s.k. "skogsfinnar".
När Karlskoga församling bildades hette församlingen först Möckelsbodars församling.